# Корндёрфер, Рудольф
Карл Рудольф Корндёрфер (нем. Karl Rudolg Korndörfer; 20 июня 1906, Райхенбах, Саксония, Германская империя —  27 апреля 1992, Херсбрукк, Германия) — штурмбаннфюрер СС, начальник гестапо в Касселе и руководитель айнзацкоманды 11 и айнзацкоманды «Аграм», входивших в состав айнзацгруппы E в Хорватии.

## Биография
Рудольф Корндёрфер родился 20 июня 1906 года в семье продавца. После получения аттестата зрелости в средней школе в Райхенбахе с 1925 по 1929 года изучал юриспруденцию в университете Лейпцига, закончив обучение первым государственным экзаменом. В 1933 году в Дрездене сдал второй государственный экзамен, после чего устроился работать сначала адвокатом, а потом в прокуратуру.
1 мая 1933 года вступил в НСДАП (билет № 1916181). 1 февраля 1934 года присоединился к СС (№ 107409). Корндёрфер вышел из церкви и представлял себя как «gottgläubig». С 1933 по апрель 1935 года служил в оберабшните СД «Эльба» в Хемнице. С октября 1935 по ноябрь 1937 года служил в оберабшните СД в Дрездене в качестве начальника штаба и начальника отдела. В ноябре 1937 года был переведён в гестапо в Берлине, где был начальником отдела по «политическому католицизму». С января по июнь 1939 года был заместителем начальника гестапо в Магдебурге.
В июле 1939 года Корндёрфер получил должность начальника гестапо в Касселе. Этот пост он занимал до 6 сентября 1941 года. Под его руководством в мае 1940 года был построен концлагерь Брайтенау близ Гуксхагена. В сентябре 1941 года в качестве командира айнзацкоманды полиции безопасности и СД был переведён в Мец. С октября 1942 года служил в берлинском гестапо. С 15 мая по 9 сентября был командиром айнзацкоманды 11 айнзацгруппы E в Сараево. С 9 сентября возглавлял айнзацкоманду «Аграм». Среди прочего, принимал участие в преследовании хорватских евреев.
В ноябре 1944 года ему было присвоено звание высшего правительственного советника. В декабре 1944 года Генрих Гиммлер наградил его Крестом «За военные заслуги» 1-го класса с мечами. Кроме того, Корндёрфер являлся обладателем кольца «Мёртвая голова».
После окончания войны скрылся в Эльзасе. Там он временно был подсобным рабочим в сельском хозяйстве. После окончания денацификации переехал в Лауф, где был задействован в течение короткого времени в строительстве дорог. Впоследствии стал уполномоченным представителем крупной автофирмы и проживал в Липпе. В конце 60-х годов он переехал в Херсбрукк, где жил до своей смерти в 1992 году.